# 二等兵
二等兵是近代國家的軍隊中階級最低的士兵。新加入軍隊的士兵經過基礎訓練即為二等兵，一般再經過一段時間之後可以昇為一等兵。

## 中華民國
中華民國國軍的士兵 共分九級，二等兵相當於美國陸軍或美國海軍陸战隊的Private、美國空軍的Airman、或美國海軍的Seaman；中國人民解放軍的相對應官階為列兵。

中華民國陸軍二等兵臂章
中華民國海軍二等兵臂章
中華民國海軍陸戰隊二等兵臂章
中華民國空軍二等兵臂章
中華民國海洋委員會海巡署二等兵肩章